# Julja Gluszko
Julja Gluszko (hebr. יוליה גלושקו; ros. Юлия Глушко, Julija Głuszko; ukr. Юлія Глушко, Julija Hłuszko; ur. 1 stycznia 1990 w Doniecku) – izraelska tenisistka pochodzenia ukraińskiego.

## Kariera tenisowa
Gluszko zaczęła grać w tenisa już w wieku trzech lat. W turnieju cyklu ITF zadebiutowała w 2006 roku w Ramat ha-Szaron. W pierwszej rundzie kwalifikacji pokonała rodaczkę Djanę Woskobojnik a w drugiej przegrała z Jakateriną Burduli, również z Izraela. W 2007 roku, na Majorce wygrała swój pierwszy turniej w grze singlowej. W sumie na swoim koncie ma dziewięć wygranych turniejów w grze singlowej i czternaście w deblowej.
W 2006 roku zagrała w finale mistrzostw Izraela, w którym przegrała z Szachar Pe’er. W 2007 roku reprezentowała swój kraj w rozgrywkach Pucharu Federacji.
W 2007 roku zadebiutowała jako juniorka w wielkoszlemowym US Open. Wygrała dwa mecze singlowe i jeden deblowy w parze z Tyrą Calderwood.
W 2012 roku wspólnie z Noppawan Lertcheewakarn awansowały do finału turnieju WTA Challenger Tour w Pune, lecz w meczu mistrzowskim przegrały 0:6, 6:4, 8–10 z Niną Bratczikową i Oksaną Kalasznikową.

## Finały turniejów WTA 125K series
| Legenda                     | Legenda |
| --------------------------- | ------- |
| Wielki Szlem                |         |
| Igrzyska olimpijskie        |         |
| WTA Tour Championships      |         |
| 2009 – 2020                 |         |
| WTA Premier Mandatory       |         |
| WTA Premier 5               |         |
| WTA Premier                 |         |
| WTA International Series    |         |
| WTA 125K series (2012–2020) |         |

### Gra pojedyncza 1 (0–1)
| Końcowy wynik | Nr | Data             | Turniej | Nawierzchnia | Przeciwniczka | Wynik finału  |
| ------------- | -- | ---------------- | ------- | ------------ | ------------- | ------------- |
| Finalistka    | 1. | 13 września 2015 | Dalian  | Twarda       | Zheng Saisai  | 6:2, 1:6, 5:7 |

### Gra podwójna 2 (0–2)
| Końcowy wynik | Nr | Data              | Turniej   | Nawierzchnia  | Partnerka               | Przeciwniczki                        | Wynik finału   |
| ------------- | -- | ----------------- | --------- | ------------- | ----------------------- | ------------------------------------ | -------------- |
| Finalistka    | 1. | 11 listopada 2012 | Pune      | Twarda        | Noppawan Lertcheewakarn | Nina Bratczikowa Oksana Kalasznikowa | 0:6, 6:4, 8–10 |
| Finalistka    | 2. | 23 kwietnia 2017  | Zhengzhou | Twarda (hala) | Jacqueline Cako         | Han Xinyun Zhu Lin                   | 5:7, 1:6       |

## Wygrane turnieje singlowe rangi ITF
| turnieje z pulą nagród 100 000 $ |
| turnieje z pulą nagród 75 000 $  |
| turnieje z pulą nagród 50 000 $  |
| turnieje z pulą nagród 25 000 $  |
| turnieje z pulą nagród 15 000 $  |
| turnieje z pulą nagród 10 000 $  |

### Gra pojedyncza
|     | Data       | Turniej    | Kat. | ($)    | Naw.   | Finalistka               | Wynik         |
| 1.  | 11/11/2007 | Majorka    | ITF  | 10 000 | ziemna | Diana Enache             | 6:0, 6:0      |
| 2.  | 30/05/2010 | Ra’ananna  | ITF  | 10 000 | twarda | Keren Shlomo             | 6:1, 6:3      |
| 3.  | 24/10/2010 | Akka       | ITF  | 10 000 | twarda | Julia Kimmelmann         | 6:2, 6:2      |
| 4.  | 07/11/2010 | Kalgoorlie | ITF  | 25 000 | twarda | Isabella Holland         | 6:1, 6:2      |
| 5.  | 28/11/2010 | Traralgon  | ITF  | 25 000 | twarda | Sacha Jones              | 2:6, 7:5, 7:6 |
| 6.  | 29/07/2012 | Lexington  | ITF  | 50 000 | twarda | Johanna Konta            | 3:6, 7:5, 6:1 |
| 7.  | 24/03/2013 | Innisbrook | ITF  | 50 000 | ziemna | Patricia Mayr-Achleitner | 2:6, 6:0, 6:4 |
| 8.  | 07/07/2013 | Waterloo   | ITF  | 50 000 | ziemna | Gabriela Dabrowski       | 6:1, 6:3      |
| 9.  | 03/06/2018 | Hua Hin    | ITF  | 25 000 | twarda | Alexandra Bozovic        | 6:2, 6:2      |
| 10. | 17/06/2018 | Singapur   | ITF  | 25 000 | twarda | Risa Ozaki               | 1:6, 6:1, 6:4 |